# Kedarnath

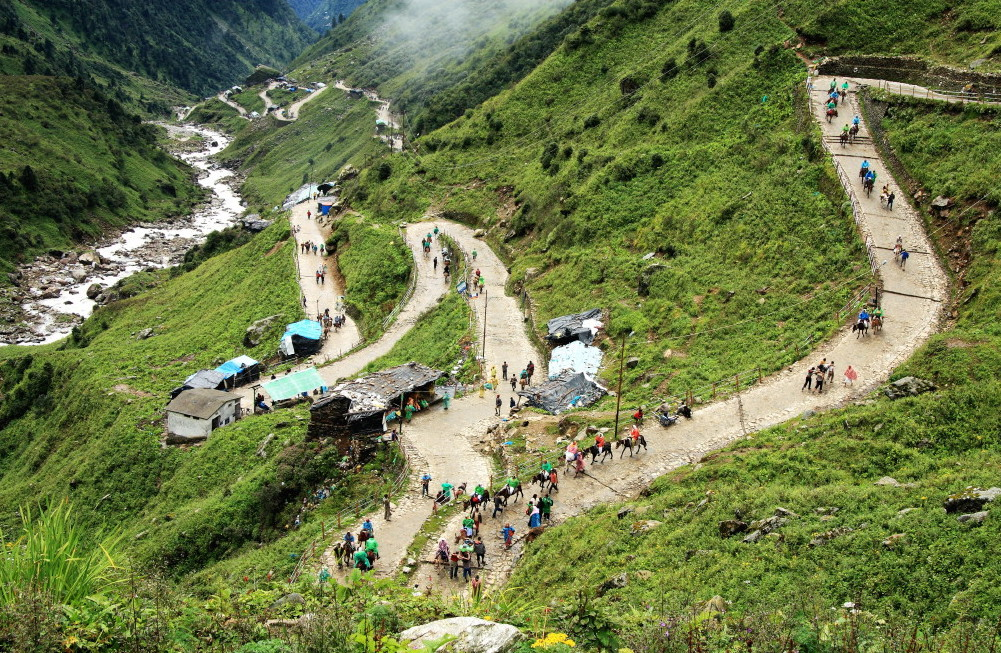
Kedarnath-Tempel-Route

Kedarnath (Hindi: केदारनाथ) ist ein kleiner Ort mit gut 600 Einwohnern im indischen Bundesstaat Uttarakhand; der in der Nähe befindliche Jyotirlinga-Tempel ist einer der wichtigsten hinduistischen Wallfahrtsorte in ganz Indien.  

## Lage
Ort und Tempel von Kedarnath liegen in den südlichen Ausläufern des Himalaya-Gebirges in einer Höhe von ca. 3500 bzw. 3600 m ü. d. M. nahe der Quelle des Mandakini-Flusses. Das ca. 15 km lange letzte Teilstück vom knapp 2000 m hoch gelegenen Ort Gaurikund nach Kedarnath ist nur mittels eines Helikopter-Services, auf dem Rücken von Maultieren oder zu Fuß zu bewältigen. Die nächsten größeren Städte sind Rishikesh oder Haridwar (jeweils ca. 250 km Fahrtstrecke südwestlich). Das Klima ist kühl, doch können die Tagestemperaturen im Sommer durchaus 20 bis 25 °C erreichen; Regen fällt hauptsächlich in den Monsunmonaten von Mitte Juni bis Mitte Oktober.

## Bevölkerung
Ungefähr 98 % der Einwohner sind Hindus; der Rest entfällt auf Moslems, Christen und andere. Weniger als 1 % der Ortseinwohner sind Frauen, was an der Tatsache liegt, dass der Ort im Winter nahezu unbewohnt ist und die meisten Männer in ihre Heimatdörfer zurückkehren.

## Wirtschaft
Der Ort lebt nahezu ausschließlich vom innerindischen Pilgertourismus. Ausländer finden nur selten den Weg hierhin.

## Geschichte
Der Ort wurde nach einem legendären König Kedar benannt, der im sogenannten Goldenen Zeitalter, dem Satya Yuga, gelebt haben soll. 
Am 17. Juni 2013 führten die starke Schneeschmelze des Frühjahres und ungewöhnlich ergiebige Regenfälle zu einem Bruch einer Moräne des Chorabari-Gletschers, die als natürlicher Damm den etwa 1,5 km oberhalb des Dorfes Kedarnath im Kedarnath-Tal gelegenen See Chorabari begrenzte. Etwa 0,43 Mio. m3 Wasser strömten das Tal hinab und rissen Geröllmassen mit sich. Teile des Ortes wurden von der Wasser- und Gerölllawine verschüttet und teilweise zerstört; mehr als tausend Menschen in der Region starben durch die Flut. Der Tempel blieb jedoch nahezu unversehrt.

## Sehenswürdigkeiten
- Der Kedarnath-Tempel, der zu den vier Klöstern des Pilgerweges Chota Char Dham gehört, ist eins der bedeutendsten Jyotirlinga-Heiligtümer Indiens. Er besteht aus einer im 18. Jahrhundert in europäischen Stilformen erbauten Vorhalle (mandapa) und einer von einem Turm (shikhara) überhöhten Cella (garbhagriha). Vor dem Tempel liegt die obligatorische Statue des Nandi-Bullen.
- Hinter dem Tempel befindet sich das vermutete Grab Shankaras, eines der größten hinduistischen Heiligen und Philosophen.
- Oberhalb von Kedarnath befindet sich ein für Hindus heiliger See, der Gandhi Sarovar, in den ein Teil der Asche von Mahatma Gandhi gestreut wurde.
- Nördlich der Ortschaft Kedarnath befindet sich der gleichnamige Berg.